# Adriano Falcioni
Adriano Falcioni (Terni, 7 giugno 1975) è un organista italiano.

## Biografia
Adriano Falcioni nasce il 7 giugno 1975 a Terni, studia organo con Wijnand van de Pol e si diploma al Conservatorio Francesco Morlacchi di Perugia. Si diploma anche in pianoforte e clavicembalo, e ottiene una Laurea di Secondo livello in organo. Successivamente, approfondisce gli studi alla Hochschule für Musik Freiburg in Germania con l'organista Klemens Schnorr, ricevendo il diploma superiore in concertismo. Premiato in diversi Concorsi organistici internazionali, studia inoltre a Parigi con Marie-Claire Alain e con Nicolas Kynaston a Londra e approfondisce la materia con Gustav Leonhardt, Jean Guillou, Jacques van Oortmerssen, Ludger Lohmann, Bernard Winsemius, Francis Chapelet, Luigi Ferdinando Tagliavini, in masterclass e corsi (Pistoia, Zurigo, Haarlem, Göteborg).

### Attività concertistica
Durante la sua carriera, si è esibito in varie manifestazione ed eventi, tra cui: Cattedrale di Westminster, Leeds, Chester e Sheffield in Inghilterra, Sala Tonhalle di Zurigo, Göteborg Organ Festival, St Giles Cathedral al Festival di Edimburgo, Cattedrali di Amsterdam e Haarlem in Olanda, MAfestival Brugge in Belgio, Cattedrali di Berlino, Monaco, Brema, Treviri, Friburgo, Magonza, Fulda, Erfurt, Lipsia, Amburgo, Regensburg e Dresda in Germania, Graz e Innsbruck in Austria, Cattedrali di Varsavia, Cracovia e Danzica in Polonia, Duomo di Milano e Messina, Cattedrale di Mosca e nelle maggiori Filarmonie della Siberia, Cattedrale di Digione in Francia, in Finlandia al Lahti Organ Festival, Cattedrali di Oslo e Tromsø in Norvegia, USA, Sud Africa, in Terra Santa a Gerusalemme, Nazareth, Betlemme e Tel Aviv.

### Attività discografica
Nella sua carriera ha pubblicato trentacinque compact disc.

### Altre attività
Oltre all'attività discografica e concertistica, svolge la professione di professore di organo al Conservatorio Monteverdi di Bolzano. Inoltre, è professore invitato all'Università del Sudafrica a Pretoria e tiene masterclass per università europee. Dal 2007 è l'organista titolare della Cattedrale Metropolitana di San Lorenzo a Perugia, dove ha anche curato il restauro del grande organo Tamburini (IV-89). Nel 2018-2021 è ispettore onorario per tutti gli organi storici dell’Umbria.

### Vita Personale
Vive a Perugia (Umbria) con la moglie, la pianista Mariangela Vacatello.

## Discografia (parziale)

### Album
- 2006 - L'organo Domenico Benvenuti (1582) & Domenico Densi (1721)
- 2007 - Around Bach
- 2008 - La Cattedrale di Perugia
- 2009 - Abbazia di Farfa (con Roberta Mattelli, Alessandra Benedetti)
- 2009 - Kerll Johann Kaspar: Opera Omnia - L'organo Barocco Della Basilica Di Santa Maria Di Collemaggio - L'aquila (2 CD)
- 2010 - Organ and Horns Recital (con Waldhorn Ensemble)
- 2012 - Franz Liszt: Le grandi Opere (2 CD)
- 2012 - Julius Reubke – Sonata sul Salmo 94° (Rivista Amadeus con Mariangela Vacatello: Liszt sonata in si minore)
- 2012 - Franck: Complete Organ Music (2 CD)
- 2012 - Couperin: Messe pour les Paroisses; Messe pour les Couvents (con Armoniosoincanto, Franco Radicchia) (2 CD)
- 2013 - Duruflé: Complete Music for Choir and Organ (con Choir of Leeds Cathedral) (2 CD)
- 2014 - Georg Muffat: Complete Apparatus Musico-Organisticus (2 CD)
- 2014 - Bruhns: Complete Organ Music
- 2015 - Guilmant: Complete Organ Sonatas (3 CD)
- 2017 - Reger: Organ Sonatas; B.A.C.H. Fantasy & Fugue
- 2017 - Daquin: Nouveau Livre de Noëls
- 2019 - Brahms: Complete Organ Music
- 2020 - Liszt: Complete Organ Music (5 CD)
- 2022 - Bach in Himmerod Abbey
- 2023 - Howells: Organ Works